# STS-37
STS-37 var den trettionionde flygningen i det amerikanska rymdfärjeprogrammet och åttonde i ordningen för rymdfärjan Atlantis. Den sköts upp från Pad 39B vid Kennedy Space Center i Florida den 5 april 1991. Efter nästan sex dagar i omloppsbana runt jorden återinträdde rymdfärjan i jordens atmosfär och landade vid Edwards Air Force Base i Kalifornien.